# Уилсон, Джордж (военный)
Джордж Уилсон (англ. George Wilson; 29 апреля 1886, Эдинбург, Шотландия — 22 апреля 1926) — британский военный, герой Первой мировой войны. Кавалер высшей военной награды Великобритании — Креста Виктории, награждённый за героизм, проявленный в боевой обстановке (1914).

## Биография
Шотландского происхождения. Во время Первой мировой войны служил рядовым лёгкого пехотного полка горцев.
В ходе битвы на Эне в 1914 году рядовой Джордж Уилсон заметил несколько немцев и сообщил об этом своему офицеру. Офицер не поверил и, чтобы лично убедиться в этом, выглянул над бруствером, но тут же был убит. Уилсон решил отомстил за смерть командира, прицелившись, застрелив двух немцев.
Затем продвинулся вперёд примерно на сто метров и увидел ещё восемь немцев. Он бесстрашно напал на врага, издавая звуки, словно его сопровождала сильная вооружённая группа. Немцы немедленно сдались, при этом бросив двух британских пленных из Мидлсекского полка. Двигаясь вперед, он столкнулся с множеством раненых и убитых, которые ранее атаковали немецкие позиции, но были уничтожены немецким пулеметным огнём.
Джордж Уилсон вместе с ещё одним британским добровольцем решил уничтожить немецкий пулеметный расчёт, который сдерживал наступление англичан. Через сто метров пулеметным огнём был убит его коллега. Уилсон прицелившись, точным выстрелом убил пулеметчика, а затем уничтожил позицию противника (6 немцев), подобравшись на расстояние до десяти метров от пулемёта.

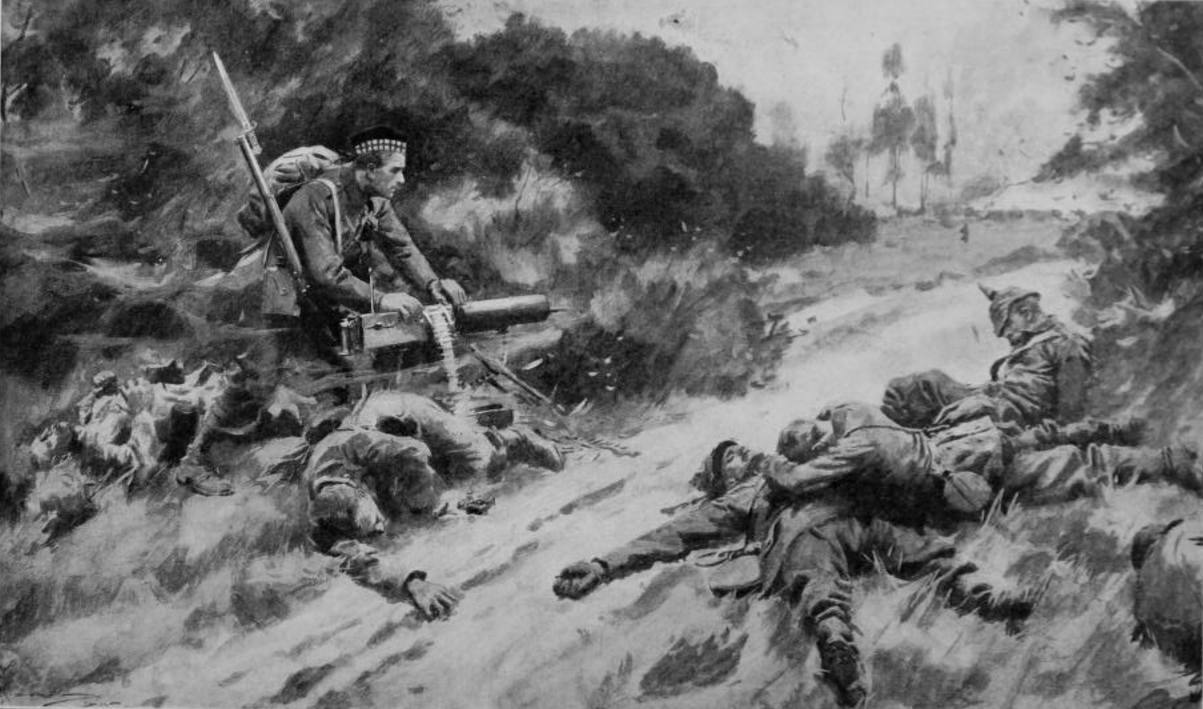
Рядовой Джордж Уилсон захватывает пулемет противника

В этот момент выживший немецкий офицер, командир пулемёта Максима, опустошил обойму револьвера, стреляя в Уилсона, но промахнулся, и тот убил немца штыком. Уилсон в порыве боя, развернув пулемет, выпустил по позициям врага 750 патронов. В течение всего этого времени он подвергался сильному обстрелу, что в итоге заставило его вернуться на свои позиции, где он потерял сознание.
Когда Уилсон пришёл в себя, то обнаружил, что никто и не думал забрать трофейный пулемёт Максима, поэтому он снова отправился за ним. Потребовалось ещё две ходки, чтобы забрать оставшиеся пулемёт и два с половиной ящика с боеприпасами. Кроме того, он забрал тело убитого британца-добровольца, при этом в него стреляли ещё около семнадцати раз.
Действие Джорджа Уилсона считалось одним из самых эффективных и смелых действий в первые месяцы Первой мировой войны. 5 декабря 1914 года он был награждён Крестом Виктории, получил награду из рук короля Георга V, который посетил место боёв.
Умер от туберкулёза в 1926 году.

## Награды
- Крест Виктории
- Британская военная медаль
- Звезда 1914—1915
- Медаль Победы (Великобритания)

## Память
В августе 2003 года на Пирсхиллском кладбище в Эдинбурге состоялась церемония, организованная Королевским хайлендским стрелковым полком, открытия мемориального камня над ранее безымянной могилой рядового Джорджа Уилсона.